# Френсіс Полідорі
Френсіс Мері Лавінія Полідорі, пізніше Россетті (англ. Frances Mary Lavinia Polidori Rossetti ; 27 квітня 1800 — 8 квітня 1886) — італійська натурниця та модель. Мати співзасновників Братства прерафаелітів, письменниці Марії Франчески Россетті та поетеси Крістіни Росетті.
Батьком Френсіс був італійський вигнанець Гаетано Полідорі, а братом — Джон Полідорі, автор «Вампіра» та лікар лорда Байрона. Сама вона була переконаною англіканкою, але стала дружиною католика та італійського іммігранта Габріеля Россетті. Після його смерті вона відразу ж спалила всі екземпляри його книги «Il Mistero dell' Amor Platonico del Medio Evo».

Її старша дочка Марія написала книгу про Данте Аліг'єрі і пізніше стала англіканською черницею.

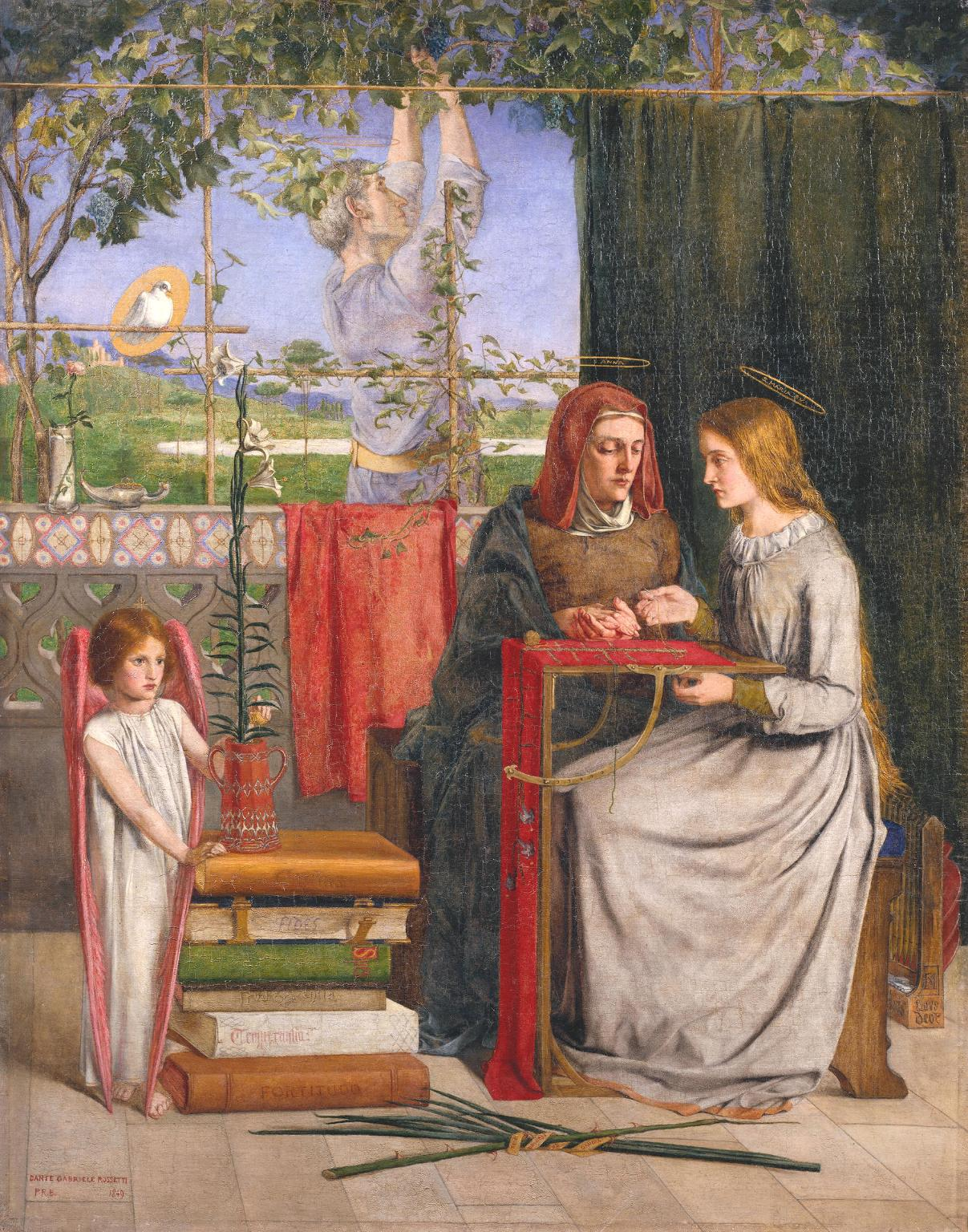
Юність Діви Марії

Її сини Габріель і Вільям були співзасновниками Братства прерафаелітів. Вільям редагував щоденник свого дядько Джона Полідорі. Френсіс позувала синовіГабріелю для його ранніх картин, наприклад, для "Юності Діви Марії", де вона послужила основою для образу Святої Анни.
Її молодша дочка Крістіна Джорджіна стала знаменитою поетесою і найбільш відома своєю поемою "Базар гоблінів".
Померла у 1886 і похована на сімейній ділянці на Хайгейтському цвинтарі.